# 2'-デオキシムギネ酸-2'-ジオキシゲナーゼ
2'-デオキシムギネ酸-2'-ジオキシゲナーゼ（2'-deoxymugineic-acid 2'-dioxygenase）は、次の化学反応を触媒する酸化還元酵素である。
2'-デオキシムギネ酸 + 2-オキソグルタル酸 + O2 {\displaystyle \rightleftharpoons } ムギネ酸 + コハク酸 + CO2
反応式の通り、この酵素の基質は2'-デオキシムギネ酸と2-オキソグルタル酸とO2、生成物はムギネ酸とコハク酸とCO2である。
組織名は2'-deoxymugineic acid,2-oxoglutarate:oxygen oxidoreductase (2-hydroxylating)で、別名にIDS3がある。